# Julien Lacheray
Julien Lacheray est un monteur français.

## Biographie
Après ses études à la Fémis (Département « Cinéma », promotion 2005), Julien Lacheray a travaillé notamment sur les films de Céline Sciamma.

## Filmographie

### Cinéma

#### Longs métrages
- 2006 : Ça brûle de Claire Simon
- 2007 : Naissance des pieuvres de Céline Sciamma
- 2008 : Les Bureaux de Dieu de Claire Simon
- 2008 : L'Apprenti de Samuel Collardey
- 2009 : Adieu Gary de Nassim Amaouche
- 2010 : Belle Épine de Rebecca Zlotowski
- 2011 : Tomboy de Céline Sciamma
- 2012 : Augustine d'Alice Winocour
- 2013 : Grand Central  de Rebecca Zlotowski
- 2013 : Gare du Nord de Claire Simon
- 2014 : Bande de filles de Céline Sciamma
- 2015 : Maryland d'Alice Winocour
- 2015 : Des Apaches de Nassim Amaouche
- 2015 : Tempête de Samuel Collardey
- 2016 : Planetarium de Rebecca Zlotowski
- 2017 : Le Prix du succès de Teddy Lussi-Modeste
- 2018 : Une année polaire de Samuel Collardey
- 2019 : Portrait de la jeune fille en feu de Céline Sciamma
- 2019 : Proxima d'Alice Winocour
- 2021 : Petite Maman de Céline Sciamma
- 2022 : Revoir Paris d'Alice Winocour
- 2023 : La Vénus d'argent d'Héléna Klotz

#### Courts métrages
- 2004 : Les premières communions de Jean-Baptiste de Laubier
- 2005 : Du soleil en hiver de Samuel Collardey
- 2005 : Teresa de Stéphane Raymond
- 2005 : El cielo del muerto (documentaire)
- 2005 : Une vie pleine d'adieux de Christophe Régin
- 2006 : Cache ta joie de Jean-Baptiste de Laubier
- 2007 : La peau dure de Jean-Bernard Marlin et Benoit Rambourg
- 2008 : Il dit qu'il est mort... de Bertrand Mandico
- 2009 : Pauline de Céline Sciamma
- 2010 : La fonte des glaces de Julien Lacheray et Stéphane Raymond
- 2011 : Le commissaire Perdrix ne fait pas le voyage pour rien d'Erwan Le Duc
- 2013 : En terrain connu (documentaire de Nassim Amaouche

## Distinction
- Chlotrudis Awards 2016 : meilleur montage pour Bande de filles